# Piastowice (województwo wielkopolskie)
Piastowice – wieś w Polsce położona w województwie wielkopolskim, w powiecie wągrowieckim, w gminie Mieścisko.
| SIMC    | Nazwa | Rodzaj     |
| ------- | ----- | ---------- |
| 0588938 | Gółka | przysiółek |

W latach 1975–1998 miejscowość położona była w województwie poznańskim.
Urodził się tu Walenty Szwajcer, odkrywca Biskupina.